# Stanisław Ziemiański
Stanisław Ziemiański SJ (ur. 7 września 1931 w Besku) – jezuita, filozof, teolog, twórca pieśni religijnych.

## Życiorys
Syn Kazimierza i Magdaleny z d. Szybka. Do zakonu jezuitów wstąpił 31 lipca 1949 r. i w Starej Wsi odbył dwuletni nowicjat. Święcenia kapłańskie przyjął 29 czerwca 1959 w Warszawie. Filozofię studiował na Wydziale Filozoficznym Towarzystwa Jezusowego w Krakowie (1953–1956), teologię na Wydziale Teologicznym Bobolanum w Warszawie (1956-1960). Studia specjalistyczne z filozofii odbył w latach 1960–1963 na KUL w Lublinie, gdzie w 1978 r. uzyskał doktorat na podstawie rozprawy pt. Ontologiczne podstawy teorii definicji w systemie Arystotelesa (promotor: M. A. Krąpiec OP).
Od 1963 r. wykłada na Wydziale Filozoficznym Towarzystwa Jezusowego w Krakowie (od 2011: Akademia Ignatianum w Krakowie), głównie filozofię Boga. Przez wiele lat wykładał także metafizykę i kosmologię, a w latach 1988-2006 – również historię filozofii średniowiecznej. Nadto od 1974 do 2001 r. wykładał metafizykę i teologię naturalną w Wyższym Międzyzakonnym Instytucie Katechetycznym w Krakowie. Okresowo wykładał również w WSD Paulinów w Krakowie. W 1984/85 wykładał filozofię Boga w Le Moyne College w Syracuse (NY) w USA. W latach 1982–1988 był przewodniczącym Towarzystwa Naukowego Księży Jezuitów w Krakowie. Od 1988 do 1998 r. był sekretarzem Wydziału Filozoficznego TJ w Krakowie, od 1991 do 1994 r. – dyrektorem Sekcji Filozofii Systematycznej tegoż Wydziału, a w latach 1994-2001 – prodziekanem Wydziału. W 1990 r. habilitował się na Wydziale Filozoficznym TJ w Krakowie na podstawie książki Teologia naturalna. Filozoficzna problematyka Boga. Od 1991 jest profesorem nadzwyczajnym, a od 1999 r. profesorem zwyczajnym.
W latach 1993–2001 był zatrudniony także na Wydziale Filozoficznym Papieskiej Akademii Teologicznej w Krakowie (obecnie: Papieski Uniwersytet Jana Pawła II). Od 2001 do 2009 r. był profesorem filozofii także na Wydziale Teologicznym w Bratysławie, należącym do Uniwersytetu w Trnawie.
Ziemiański opublikował Teologię naturalną (Kraków 1995, 2008), kilka książek oraz ponad 50 artykułów z zakresu filozofii. Jest autorem ponad 2300 pieśni kościelnych. Pieśni te wydał w książkach: Bóg nas kocha (Kraków 1984); Pan pieśnią moją (Kraków 1978); Wysławiajmy Pana (Kraków 1978, 2005 – wraz z J. Łasiem); Chcę śpiewać Panu (Kraków 1982); Pieśnią moją sławię Pana (Kraków 1986); Śpiewam i gram Bogu (z. 1-9, Kraków 1989-2015); Śpiewy ślubne (Kraków 2005). Nadto wydał Poradnik dla kapelanów lecznictwa zamkniętego (Kraków 1991 – wraz z S. Kałużą). Z zakresu teologii ogłosił ponad 50 artykułów. Tłumaczył z języków: łacińskiego, niemieckiego, włoskiego i francuskiego.

## Wybrane publikacje filozoficzne
- Arystotelesowska koncepcja ruchu jako punktu wyjścia dowodu kinetycznego, „Studia Philosophiae Christianae”, 5 (1969) z. 2, s. 179-197;
- Związek argumentu kinetycznego z argumentem entropologicznym, „Studia Philosophiae Christianae”, 7 (1971) z. 2, s. 277-295;
- Próba reinterpretacji „trzeciej drogi” św. Tomasza z Akwinu, „Studia Philosophiae Christianae”, 13 (1977), z. 2, s. 145-161;
- La finalité comme «antihasard» chez Aristote et St. Thomas d'Aquin, „Studi Tomistici” 14. Atti dell' VIII Congresso Tomistico Internazionale. V. Problemi metafisici. Città del Vaticano 1982, s. 351-358;
- Prawo wzrostu entropii w kosmologii relatywistycznej, „Rocznik Wydziału Filozoficznego Towarzystwa Jezusowego w Krakowie, 1988”, Kraków 1989, s. 135-154;
- Wprowadzenie do filozofii przyrody nieożywionej, „Rocznik Wydziału Filozoficznego Towarzystwa Jezusowego w Krakowie 1993/94”, Kraków 1994, s. 149-189;
- Teologia naturalna. Filozoficzna problematyka Boga. Kraków 1995, ss. 400;
- Filozoficzne implikacje ortodoksyjnej interpretacji teorii kwantów, „Forum Philosophicum” t. 3, Kraków, 1998, s. 77-93;
- Ontological Fundaments of Responsibility for Human Actions, „Forum Philosophicum” 3, (1999), s. 91-105;
- Między nadprzyrodzonym a filozoficznym obrazem Boga, w: Rozum i wiara mówią do mnie. Najnowszą encyklikę Jana Pawła II „Fides et ratio” komentują filozofowie i teologowie z krakowskiego Kolegium Jezuitów, Kraków 1999, s. 55-71;
- Czas i jego implikacje filozoficzne, „Rocznik Wydziału Filozoficznego Towarzystwa Jezusowego w Krakowie”, Kraków 1999, s. 76-89;
- Filozofia analityczna a argument z przygodności, „Forum Philosophicum” 5 (2000) s. 201-219;
- Przyroda a cywilizacja, w: Mówić o przyrodzie. Zintegrowana wizja przyrody. Podręcznik dla studentów. Kraków 2001, s. 117-132;
- Franciszek Suarez (Kraków 2004);
- Jedna czy wiele dusz? „Forum Philosophicum”, t. 9 (2004), s. 73-92;
- Wchodzenie w byt, „Forum Philosophicum”, t. 10 (2005), s. 39-56;
- Αιτία a poznanie naukowe w systemie Arystotelesa, „Rocznik Wydziału Filozoficznego WSFP Ignatianum w Krakowie”, t. XI (2004–2005), s. 41-112;
- Ruch unieruchomiony, „Forum Philosophicum” 11 (2006), s. 95-106;
- Naród, „Rocznik Wydziału Filozoficznego Wyższej Szkoły Filozoficzno-Pedagogicznej Ignatianum w Krakowie”, t. XII (2006), s. 35-48;
- Arystotelesa psychologia muzyki, w: Donum natalicium. Studia Thaddaeo Przybylski octogenario dedicata. Red. Z. Fabiańska, A. Jastrzębski, A. Sitarz, Kraków 2007, s. 247-261.
- Teologia naturalna. Filozoficzna problematyka Boga. Kraków 2008, s. 400 (wznowienie książki z 1995 r.).
- Spacerem po filozofii, Wydawnictwo Petrus, Kraków 2010.
- Rozmaitości filozoficzne Wydawnictwo Petrus, Kraków 2010.
- Filozoficzne poznanie Boga, Wydawnictwo Petrus, Kraków 2011.
- Inkwizycja, Satanizm i Różaniec, Wydawnictwo Petrus, Kraków 2011.

## System filozoficzny

### 1.Teoria poznania
W teorii poznania Stanisław Ziemiański uznaje jej odrębność od metafizyki. Obie dyscypliny są potrzebne i mają różny przedmiot formalny. Teoria poznania zajmuje się jego informacyjną funkcją, bada zdolność naszych władz poznawczych do kontaktu intencjonalnego z rzeczywistością, zgodność poznania z jego przedmiotem oraz pewnością poznania i jej kryteriami. W sprawie poznawalności jakości Ziemiański jest zwolennikiem interpretacjonizmu. Fale świetlne czy głosowe są transformowane w zmysłach na sygnały elektryczne, a następnie interpretowane w mózgu jako barwy, dźwięki i inne jakości. Ziemiański uznaje co najmniej dwa źródła poznania: zmysły i rozum. Jego system więc jest zarazem empiryzmem i racjonalizmem.

### 2. Metafizyka
Przedmiotem metafizyki jest byt. Ziemiański nie oddziela ontologii od metafizyki. Traktuje je integralnie. Ontologia bada istnienie i treść bytów w ich najogólniejszym ujęciu. Metafizykę (ontologię) Ziemiański dzieli na dwie części: opisową oraz wyjaśniającą. W części pierwszej omawia następujące zagadnienia: Pojęcie bytu wraz z towarzyszącymi mu zasadami, problem zmian. W ontologii Ziemiański broni pluralizmu bytowego, który stwierdza posługując się dwoma kryteriami: energetycznym i funkcjonalistycznym. Po stwierdzeniu rzeczywistego istnienia poszczególnych bytów następuje wydobycie za pomocą procesu abstrakcji coraz to ogólniejszych pojęć, aż do wszechpowszechników (transcendentaliów), które posiadają ten sam najszerszy zakres, ponieważ ich określenia są tylko uwyraźnianiem pojęcia bytu, czyli zabiegiem analitycznym, a nie dodawaniem cech (synteza). Temu procesowi abstrakcji towarzyszy przez cały czas świadomość, że zostaje ona przeprowadzona na materiale rzeczywiście istniejącym.
W związku z transcendentale „prawda” Ziemiański rozważa sformułowanie oraz zasięg zasady racji dostatecznej. Tej zasadzie podlega tylko to, co jest wyjątkowe, przygodne, co się zmienia lub posiada jakąś tendencję. Ziemiański odrzuca jako bezzasadne pytanie Heideggera: Dlaczego raczej istnieje coś niż nic? Zasady racji dostatecznej broni argumentem nie wprost, wychodząc z jej zaprzeczenia przez przeciwnika. Jeśli on ją odrzuca, powinien powiedzieć, dlaczego to czyni. Odpowiedź pozytywna sugeruje, że przeciwnik uznaje zasadę racji dostatecznej. Unikanie odpowiedzi kończy dialog. Innym sposobem argumentacji jest wykorzystanie funktora implikacji. Jeśli w formule p → q, zaprzeczy się poprzednik, to konsekwencją jest niemożliwość odróżnienia prawdy od fałszu w następniku implikacji. Koniunkcja zaś prawdy i fałszu jest fałszywa. Trzeba więc odrzucić fałszywą konkluzję, i po zastosowaniu modus tollendo tollens odrzucić też poprzednik. Interpretując tę formułę logiczną ontologicznie otrzymujemy wniosek, że odrzucenie racji prowadzi do nieodróżniania bytu i niebytu, czyli sprzeczność. Dla uniknięcia sprzeczności należy zachować zasadę racji dostatecznej. Ziemiański odrzuca tzw. kopenhaską interpretację teorii kwantów kwestionującą obowiązywanie zasady racji dostatecznej na poziomie kwantowym. Ziemiański stwierdza jedynie ograniczenia teoriopoznawcze na tym poziomie, natomiast jest przekonany, że panuje tam determinizm, ujawniający się na płaszczyźnie makroskopowej w prawidłowościach statystycznych.
W związku z transcendentale „dobro” Ziemiański kwestionuje uznanie transcendentalności zasady celowości przed udowodnieniem istnienia Boga. Natomiast dostrzega celowość w bytach żywych, których powstanie odnosi bezpośrednio do Boga (kreacjonizm konsekwentny). Za Arystotelesem odróżnia piękno od prawdy i dobra. Prawda dotyczy informacji, dobro – pożądania. Piękno natomiast jest przedmiotem bezinteresownej kontemplacji.
W określeniu zmian Ziemiański podkreśla element nowości danej doskonałości w podmiocie podlegającym zmianie. Wyklucza z zakresu zmian ruch przestrzenny. Traktuje go jako przypadłość w kategorii jakości. Ruch przestrzenny utożsamia z pędem, który skorelowany z pędem odmiennie skierowanym lub o odmiennej prędkości stanowi energię i może być użyty do działania, czyli wykonania pracy. Kierunek zmian w świecie jest wyznaczany przez proces przechodzenia ze stanu uporządkowania energii do jej chaosu, które są mierzone liczbą zwaną entropia. Porządek i chaos nie mają charakteru bytowego. Są bowiem siecią relacji, relacje zaś według Ziemiańskiego nie są bytami, lecz utożsamiają się z fundamentem relacji.
W drugiej części metafizyki rozważa czynniki wyjaśniające: wewnętrzne
i zewnętrzne, tzn. składniki bytu oraz uwarunkowania ich dynamizmu. Pluralizm bytowy wyjaśnia się tym, że byty ograniczone składają się z treści i istnienia, przy czym treść pełni w bycie funkcję możności, istnienia zaś aktu. Ziemiański uzasadnia to złożenie wskazując na relacje wieloczynnikową między istnieniem i treścią danego bytu. Istnienia same z siebie nie różnią się, różnice bytowe zależą od treści (istot). Wieloczynnikowa relacja między nimi wskazuje na ich przygodne połączenie, bo ani treść nie wymaga istnienia, ani istnienie nie określa treści. Połączenie treści z istnieniem jako współczynników bytu domaga się wyjaśnienia w Przyczynie Pierwszej, czyli w Bycie koniecznym.
Ziemiański przyjmuje klasyczną koncepcję substancji jako racji wyjaśniającej stałość i tożsamość bytów mimo ich powierzchownych zmian i różnic. Substancja w sensie reistycznym to byt istniejący sam w sobie. Substancja w sensie archeologicznym stanowi podłoże dla przypadłości. Jest tym samym co natura, o ile działa lub doznaje działania. Wchodzi w definicję osoby jako element determinujący. Nie jest jednak samodzielnym źródłem działania, lecz może reagować na działanie przychodzące z zewnątrz. Jest więc transformatorem działania. Jedynie w aktach wolnych człowiek jest zdolny kierować energią, którą czerpie z zewnątrz, ale jej nie wytwarza. Ziemiański redukuje arystotelesowskie przypadłości praktycznie do jakości. Inne przypadłości wymieniane przez Arystotelesa sprowadza do kombinacji substancji z jakościami lub do aspektu substancji.
Przyczynowość sprawcza według Ziemiańskiego nie jest tylko stosunkiem czasowo-przestrzennym zdarzeń lub wrażeń, ale rzeczywistym oddziaływaniem. Nieodwracalność zmian jednak zachodzi dzięki wzrostowi entropii. Przyczynę celową definiuje Ziemiański jako substancję myślącą, która koordynuje czynniki wzajemnie niezależne, do spełniania jednej funkcji. Odróżnia przy tym celowość obiektywną w wytworach inteligencji oraz celowość podmiotową przejawiającą się w dążeniu woli poprzedzonym przez poznanie. W teorii analogii Ziemiański dostrzega podobieństwo nie tylko na płaszczyźnie złożenia z treści i istnienia, ale także na poziomie złożeń z substancji i przypadłości oraz z materii i formy. Analogiczne są konkretne byty złożone: dzięki aktowi są tożsame, dzięki możności różnią się. Także między stworzeniem i Bogiem istnieje analogia dzięki temu, że istnienie wiąże byty przygodne z Bogiem, natomiast treść tych bytów oraz treść Boga są różne. Tam ograniczone, u Niego nieskończona.

### 3. Antropologia
Dzięki zdolności abstrahowania i refleksji człowiek różni się od innych istot żywych. Nie jest też redukowalny do organicznego komputera. Komputer działa na poziomie syntaktycznym, tzn. przetwarzania jednych sygnałów na inne. Człowiek działa na poziomie semantycznym, tzn. rozumie, co czyni. Wolność człowieka polega na zdolności do konkretyzacji pojęć ogólnych. Do pojęcia ogólnego człowiek w sposób twórczy dodaje coraz to nowe cechy, tak długo, dopóki nie dojdzie się do konkretu. Twórczość polega na ukierunkowaniu posiadanej energii, a nie na tworzeniu energii. Dzięki temu zostaje nienaruszona zasada jej zachowania. Człowiek jest bytem składającym się z duszy i materii. O istocie człowieka stanowi forma, która podporządkowuje sobie materię, tzn. atomy. One się zmieniają podczas ludzkiego życia, podczas gdy forma pozostaje tożsama. Ziemiański odróżnia osobę, która jest niezmienna od poczęcia do śmierci. Natomiast zmienia się – tzn. rozwija się lub degraduje – osobowość dzięki wpływom zewnętrznym oraz własnym decyzjom. Problem genezy człowieka rozwiązuje w ten sposób, że przyjmuje kreacjonizm konsekwentny na początku pojawienia się ludzkości. Bóg stworzył duszę, tzn. formę, pierwszych rodziców. Dalej wystarczy traducjanizm lub generacjonizm. Mianowicie dusza, która jest cała w całości i cała w każdej części, może się dzielić i łączyć per accidens dzięki materii, jaką są atomy lub inne cząstki materialne. Fakt ten umożliwia zarówno klonowanie jak i transplantacje.

### 4. Etyka
Dobrem i złem w sensie podstawowym jest brak doskonałości w podmiocie, w którym z natury powinien być. Jest to dobro lub zło fizyczne. Natomiast dobro i zło moralne jest złem analogicznym analogią atrybucji, o ile decyzja człowieka dotyczy spowodowania dobra lub zła fizycznego, które jest tu analogatem głównym. Relacja aprobaty zła fizycznego powoduje, że człowiek staje się zły moralnie. Jeśli ktoś zrezygnuje z tej aprobaty i potępia zło, przestaje być zły moralnie. Grzech utożsamia się z grzesznikiem, ponieważ polega na jego dobrowolnej zgodzie na zło fizyczne. Analogia między chorym i chorobą nie zachodzi.
Ziemiański odróżnia kulturę i cywilizację. Cywilizacja dotyczy działań człowieka związanych y zachowaniem i rozwojem życia biologicznego. Jest ponad narodowa. Dotyczy szczególnie narzędzi i instytucji umożliwiających przetrwanie i rozwój człowieka. Natomiast kultura dotyczy tworów duchowych, szczególnie symboli. Poszczególne kultury stoją u podstaw narodów. Kultura jest moralnie neutralna. Natomiast cywilizacja jest dobra lub zła w zależności od tego, czy sprzyja zachowaniu i rozwojowi ludzkiej natury, czy przeciwnie, ją niszczy.

### 5. Bóg
W argumentacji za istnieniem Boga Ziemiański odbiega od literalnego brzmienia pięciu „dróg” św. Tomasza. Kolejność argumentów zależy u niego od szerokości zakresu punktu wyjścia. Najszerszy zakres mają byty egzystencjalnie przygodne. Przygodność egzystencjalna polega na złożeniu bytów ograniczonych z treści i istnienia jako współczynników tworzących byty, a będących w relacji wieloczynnikowej. Następnie idzie argument z przygodności treściowej, wyprowadzany z przygodnego złożenia bytów z substancji i przypadłości oraz z materii i formy, również stojących wobec siebie nawzajem w relacji wieloczynnikowej. Z kolei argumentuje się z procesu chaotyzacji energii. Skoro materia sama z siebie nie jest zdolna do organizowania swojej energii, potrzebne jest dla wyjaśnienia jeszcze istniejącego uporządkowania energii przyjęcie istnienia Bytu niematerialnego jako źródła energii nie zdegenerowanej, czyli zdolnej do działania. Ziemiański widzi też możliwość teistycznej interpretacji wielkiego wybuchu, jeśli model jednorazowego rozszerzania się wszechświata się uprawomocni, za czym przemawia coraz więcej faktów. Z przemyślnej konstrukcji istot żywych Ziemiański wnioskuje na zasadzie analogii do tworów ludzkiej inteligencji o inteligentnym transcendentnym ich Twórcy. Odrzucając samorzutne powstawanie żywych układów rozwojowych i funkcjonalnych na drodze przypadku i fizyko-chemicznej konieczności wyjaśnia je jako wynik zaplanowanego działania. Przechodząc na teren antropologii, Ziemiański konstruuje argument z pragnienia szczęścia, które jest u człowieka jakościowo różne od pragnień zwierząt nierozumnych. Dysproporcja między tymi pragnieniami wynika z różnic w strukturze ontycznej człowieka i zwierząt. Człowiek jako zdolny do abstrakcji posuniętej aż do transcendentaliów, jest otwarty intelektualnie na wszelką prawdę, wolitywnie zaś na wszelkie dobro. Otwarty jest więc na nieskończoność. Wprawdzie nie może jej osiągnąć całej aktualnie, choćby ze względu na ograniczoność pamięci, ale może zbliżać się do nich sukcesywnie, potencjalnie. Ta naturalna tendencja do osiągnięcia pełnej prawdy i pełnego dobra powinna być zrealizowana, jeśli nie w praktyce, to przynajmniej w teorii, bo tego wymaga zasada racji dostatecznej. Jedynym przedmiotem zdolnym do nasycenia tych dążeń może być Byt nieskończony i to osobowy, ponieważ tylko taki Byt zdoła uszczęśliwić człowieka jako osobę. Ziemiański uznaje za zasadną hipotezę pierwotnego objawienia, dzięki któremu ludy cywilizacji zbieracko-łowieckiej mogły wyznawać w swojej religii monoteizm.
W opisie natury Bożej Ziemiański trzyma się zasadniczo koncepcji tomistycznych, posługując się argumentami nie wprost oraz analogią do życia duchowego człowieka. W kwestii współpracy Boga z człowiekiem przyjmuje stanowisko molinistyczne. Bóg współpracuje z człowiekiem dając mu nie zdegenerowaną energię, która jako byt przypadłościowy także potrzebuje podtrzymywania ze strony Boga. Człowiek jednak tą energią steruje zgodnie z własnymi planami. Jest więc odpowiedzialny za swoje wolne decyzje. W sprawie poznawalności czynów ludzkich ze strony Boga przyjmuje hipotezę quasi-biernego sposobu poznawania odwrotnego do stwórczego działania Boga. Jeśli to nie sprzeciwia się niezmienności Boga, to i tamto nie powinno się jej sprzeciwiać. Zło w świecie jest brakiem doskonałości naruszającym naturalną tendencję. Bóg je toleruje z ważnych powodów. Np. dla zachowania wolności człowieka toleruje zło moralne. Dla zachowania stałości praw przyrody toleruje zło fizyczne, wynikające z konfliktu interesów. Zło pasożytuje na dobru. Często jednak przyczynia się ubocznie do mobilizacji wysiłków i w efekcie do umocnienia człowieka i innych żywych istot. W sumie jest więcej dobra niż zła. Dlatego wskazany jest umiarkowany optymizm.

### 6. Kosmologia
Mniej szeroko rozwija Ziemiański swoje poglądy w wykładzie kosmologii. Zebrał je w obszernym artykule pt.: Wprowadzenie do filozofii przyrody nieożywionej, który mógłby służyć za podręcznik. Za przedmiot rozważań bierze zjawiska przyrodnicze, interpretowane jednak w aspekcie ich wartości ontycznej. Za Arystotelesem i św. Tomaszem nie uznaje nieskończoności aktualnej w bytach przygodnych. Dopuszczalna jest tylko nieskończoność potencjalna, której w tym świecie praktycznie nie da się zrealizować. Ziemiański uznaje teorię względności, ale za J. Dordą kwestionuje tzw. skrócenie Lorenza-Fitzgeralda i odpowiadającą mu dylatację czasu. Są to w rzeczywistości przejawy matematycznej perspektywy. W stożku Minkowskiego Ziemiański kwestionuje strzałkę obrazującą „upływ” czasu. Jest ona wyznaczana tylko przez wzrost entropii, a więc w dziedzinie makroskopowej w zbiorach bardzo licznych. Na poziomie zjawisk elementarnych czas jest ahistoryczny, a procesy są odwracalne. Ziemiański uznaje teorię wielkiego wybuchu, ale sceptycznie odnosi się do wyjaśniania wszystkich zjawisk jedynie przez odwoływanie się do fluktuacji pierwotnej próżni (W. Hawking, A. Linde, P. Steinhardt). W interpretacji teorii kwantów Ziemiański idzie za szkołą nieortodoksyjną (A. Einstein, M. Planck, E. Schrödinger, De Broglie, D. Bohm, i inni), kwestionując tzw. superpozycję oraz redukcję funkcji falowej. Interpretację kopenhaską uważa za konsekwencję neopozytywistycznego podejścia do zagadnień przyrodniczych.
Stanisław Ziemiański w swym filozofowaniu korzysta z wyników nauk przyrodniczych, ale interpretuje je ontologicznie, starannie odróżniając metody przyrodnicze i metafizyczne. Za przedmiot rozważań metafizycznych bierze tylko byty per se, a pomija byty per accidens, np. zbiory, abstrakty, twory myślne. Dzięki połączeniu zmysłów i rozumu materiał empiryczny staje się punktem wyjścia do wyjaśnienia metafizycznego. Stąd filozofię tę można nazwać empiryczno-racjonalną.